# Picanya
Picanya è un comune spagnolo di 11 053 abitanti situato nella comunità autonoma Valenciana.